# Daczó család
A sepsiszentgyörgyi Daczó család az egyik legrégebbi székely lófő család, amelyről tudomásunk van. 
„Egyike azon ős székely családoknak, – irja Kőváry – melyek a nemzet férfias jellegét hiven megtartották.“ 
„E szép birtokú család lakozási helye Sepsi-Szent-György – folytatja ugyanaz – hol a lgősmagyarosabb udvart tartják. S igen lehet sajnálni, hogy az utolsó nemzedék e családnév továbbterjedhetésére még mind kevés reményt nyujt.“ 
„A Daczó család nem igen viselt hivatalt; de ha a hazának harcza volt, mindenütt megjelent… Mindig daczoltak a hon elleneivel.“ 
A család nemzedekrendét csak a XV. század közepéig vihetjük föl, nem jelölhetve ki származati helyét soknak, kiről különben történeti adatok szólanak.

## Családfa
A családfa ismert törzse Daczó Balás, kitől – bár hézagosan – igy sarjadzik le nemzedéke: 
Daczó Balás (Arapataki Dora); János 1475.; Máté; Tamás; György; Pál; István; Tamás (Toldalagi Radvanszka Kata); Péter 1576. (Toth Anna); Pál 1556.; György 1556. (Lázár Bora) †; István 1570.; Erzse (Székely István); Anna (Dániel Ferencz); Tamás 1586.; Gergely (Kun Zsuzsa); György (Kun Sára); Pál 1603.; Ferencz 1599.; Gábor; Zsuzsa (Sárdi Zsigm.); Margit (Petki Mihály); Bora (Mikes Mihály); György 1686.; Ferencz (Folti Kl.); György; Ferencz 1599. (Lázár Anna); Péter; Ferencz; Gábor; László (Barlabási Kata); Judit (Miklósi Istv.); Sára (Ördög Fer.); Ferencz (Mikes Ilona); Péter; János not. 1686. (Simén Zsuzsa); István; László; János; Ferencz (Patkos Judit); Zsuzsa (Ugron András); Pál (Gyulay Éva); Anna (Henter József); Ferencz 1718. (Dombay l.); Mária (gr. Gyulay László); Pál †; József; József; Kata (Bideskutiné); Róza (Horváthné); József (Maurer N.); Mária (Dánielné); János (Szetnpáli Zsuzsa); Zsuzsa (Barcsainé); Anna (Bernádné); Ferencz (nőtlen); Bora (Macskási Lajos); János (nőtlen); Gergely (Pálfi Nina); Zsigó † 1849.; Pál (nőtlen); Liza † (Bernádné) 
A családfán álló Daczók közül Balás a törzs Arapataki Antal nővérét Dorottyát vette nőül. Unokái ettől való származásokra nézve Geréb András három leányával osztoztak. 
Péter Tóth Anna férje 1575-ben elkisérte Báthori Istvánt Lengyelországba. 
István Erdélyi Zsuzsa férje 1556-ben jelen volt a szász-szebesi gyülésen. 
Daczó Ferencz (Istvánnak Erdélyi Zsuzsannától fia) főember, 1583-ki nov. 7-kén uj adomány-levelet vesz a sepsi és orbai székben fekvő birtokaira nézve. 1594-ben jelen volt a kolosvári gyülésen, hol bizottmányi tagul neveztetik. Jelen volt 1601-ben is a kolosvári gyülésen. 
Pál a föllebbi Ferencz testvére, harczolt a Barczán, és egyike azoknak, kik Bethlen Gáborral kifutnak Erdélyből 1603-ban Belgrádra, ott Bethlent fejedelemmé választják, kit a pasa is megerősit. S igy egyike azoknak, kiknek szózatával később Bethlen Erdélybe megy, és a fejedelmi trónba ül. 
Pál és György Tamásnak fiai, székely hadi tisztek, 1556-ban Petrovich Péter helytartó őket mint Dicatorokat számadásra vonja a partialis gyülés előtt. 
György a Kún Sára férje 1574-ben Báthory István hive; 1580-ban (május 22-én) Sepsi szék követe a fejérvári gyülésen. 
János a Simén Zsuzsa férje Apaffy alatt 1663-ban követ a portánál, s Csikban főkapitány, hová 1669-ben julius 30-kán iktattatott be. 1686-ban a szebeni gyülésen – mert Tököly Imrével tart – megnótáztatott, 1690-ben azonban fölmentetett. Ennek 1670-ben használt s itt látható pecséte szerint a család czimere: koronából kiemelkedő oroszlán, kettős farkkal, jobb lábával kivont kardot, a balban hármas zöld levelet tartva. 
A legutolsó nemzedék sorából Zsigmond előbb székely huszártiszt, a forradalom mellett esett 1849-ki julius 31-kén Segesvárnál. 
Azok közül, kik a táblázaton nincsenek, emlitendők a következők: 
Zaláni Daczó János 1459-ben Sepsi szék követe a medgyesi gyülésre. (Tán egy a Balás fiával?) 
Daczó Péter 1506-ban jelen volt az agyagfalvi gyülésen. 
Szárazajtai Daczó Sándor (Sandrinus) 1532-ben Szapolyay Jánoshoz több társával követ Miklósvár szék részéről. 
Daczó Bernád 1547-ben a Brassóiak perében tanuskodik. 
Daczó Mihály 1550-ben (febr. 2.) a kolosvári gyülés végzéseiben emlittetik. 
Daczó János 1575-ben Báthori István fejedelem követe a temesvári pasához, s valószinüleg ez azon János, ki 1603-ban Székely Mózsessel a Barczán elesik. 
Gyulatelki Daczó György Doboka vármegyében birt Gyulatelkén, 1670-ben követségben járt a töröknél. 1666–1671-ben Doboka vármegye főbirája. 
Daczó Péter 1700–1702-ben szintén Gyulatelkén birt, s lakott. 
A család reform. vallású.

## Történet
A család kiemelkedő tagjai között találjuk Daczó Pált, Háromszék főkapitányát, aki 1547-ben a régi templomot saját költségén templomerőddé építette át, hajóját keleti irányban meghosszabbította (ebben az időben épült a belső várfal is); Daczó Pétert, aki 1575-ben elkísérte Báthori Istvánt Lengyelországba, s 1603-ban esett el Székely Mózessel együtt a Barca síkján; Daczó Jánost, aki 1575-ben fejedelmi követ a pasánál; Daczó Györgyöt, aki 1661—71 között Doboka megye főbírája; Daczó Pált (II.), aki Bethlen Gábor bizalmi embereként jelen van a belgrádi fejedelemválasztáson; Daczó Jánost (II.), Csík-, Kászon- és Gyergyószék főkapitányát, aki 1663-ban portai követ; végül Daczó Zsigmond huszár őrnagyot, aki 1849. július 31-én halt hősi halált a segesvári csatában, életét áldozva Bem Józsefért.
Daczó Ferenc 1602-ből származó, a vártemplom belső falán látható sírkövén a Daczó család címerét láthatjuk: stilizált, indás virágmezőben koronából kinövő, kardot tartó oroszlán.
A család úgy fonódik össze Sepsiszentgyörgy történetével, hogy annak fejlődését hol segítette, hol pedig — az egyéni érdekek előtérbe helyezése vagy a hatóságokkal való huzalkodás miatt — gátolta. Rátartiságukat mi sem bizonyítja jobban, mint az állítólagos tény, miszerint a Mária Terézia korában élt Daczó Ferenc azzal az érvvel utasította vissza 1770 körül a királynő által felajánlott grófi címet, hogy ha már herceg nem lehet, inkább megmarad nemesnek. 17. század eleji lustrák bejegyzéseiből az is kiderül, hogy a Daczók több városi örökséget is elfoglaltak, s a város gyakran volt tehetetlen ellenük akkor és a későbbiek során is, bár a város és a család közti gyakori érdekellentétek több alkalommal pereskedésben csúcsosodtak ki. Ez történt az állatvásárok esetében is, ugyanis a család kuriális belsőségének tőszomszédságában (a mai 105-ös tömbház környékén) zajlottak, és a sikeres vásárt követő kötelező áldomáshoz kocsmára volt szükség. A pereskedés a 18. század első felében amiatt indult, hogy kit illet meg a kocsma fenntartása s főleg annak jövedelme: a Daczó családot-e vagy a várost. Sepsiszentgyörgy város tanácsa, érezvén a helyzet feszültségét, egy rugalmas hadmozdulattal áttetette az állatvásár helyszínét a város déli részébe (a mai park helyére), mire a Daczók az új vásártér tulajdonjogát kezdték vizsgáltatni. A per még a 19. század első felében is folyt, ám 1849 júliusában a cári csapatok, elfoglalván Sepsiszentgyörgyöt, széthányták és felégették a levéltárakat, így a döntés a perben végleg elmaradt.
Egy másik történet a Daczók viselt dolgairól: 1814-ben a francia háború már a vége felé járt, ennek ellenére a katonatoborzás folytatódott. 1814 áprilisában Kiss Miklós városi bíró Daczó János nemes ember városellenes magatartását panaszolja a guberniumnak, és annak közbelépését kéri, ugyanis a katonaságra alkalmas ifjakat a szolgálat elől birtokára csalogatja örökös jobbágyságuk vállalása esetén: ,,Daczó János kiválasztja szolgáinkat, mesterembereinket és elfogatja, aztán azzal biztatja, hogy megszabadítja, ha magukat örökös jobbágyoknak kötelezik, mindezt meg tudjuk bizonyítani, fogdossa a szegény városi nép zselléreit, megkímélvén a magukét".
A 18. század közepére tehető a Daczó család népi barokk stílusú udvarházának építése, melyet a lakosság Daczó-kúria néven ismert. Orbán Balázsnak még sikerült megörökítenie barokk kori eredeti alakját, mely későbbi átépítése során klasszicista jelleget kapott.
Első írásbeli említését 1767-ből ismerjük, amikor egy oklevélben mint helymegjelölés fordul elő: "...Vásármezején fellyel... vagyis a Daczó József Udvarháza kapuja eleje..." Maga az épület a fapiactól északkeletre ― a mai 105-ös tömbház közelében, a családi házak mögött ―, az ún. Kőházkertben volt, mely nevét épp a kúria épületanyaga miatt kapta, és a hagyomány szerint alatta több irányba ágazó alagútrendszer volt, melynek egyik vonala az Olt felé irányult. (A Kőházkert előtti területet, mely átnyúlt a mai Híd utcába, Városmajornak nevezték.)
1880-ban itt nyílt meg a női ipariskola, ahol varrást és hímzést tanítottak. Eleinte a Potsa József alapította háziipari egyesület, majd az állam is támogatta. Jellegénél fogva a megye egyetlen ilyen intézménye volt.
A kúria mellett épült — közelmúltban romos állapota miatt lebontott — hosszú, földszintes épület 1892-től adott otthont az akkor induló, államilag támogatott óvónőképzőnek.
Első igazgatója Láng Mihály volt. 1895-ben a kőházkerti lucernásban új hajlékot terveztek az intézménynek, mely később, 1899-ben tanítónőképzővel bővült. A kúriában rendezték be az igazgatói lakást és az étkezdét, míg a tantermek a fent említett hosszú épületben voltak. Az új képző elkészültével (1910, ma a Mihai Viteazul Főgimnázium működik ott) az épületet ismét a női ipariskola birtokolta. A hosszú épületbe 1918 után a városi börtönt költöztették. A kúriát a negyvenes években bontották le.

## Bibliográfia
- A Daczó család és a Daczó-kúria - 2011. január 12., szerda - (hu-RO nyelven). www.3szek.ro. (Hozzáférés: 2023. február 9.)
- Kőváry László: Erdély nevezetesebb családai, Kolozsvár, 1854. 68-69.
- Daczó család. (Sepsi-szentgyörgyi). | Nagy Iván: Magyarország családai | Kézikönyvtár. www.arcanum.com. (Hozzáférés: 2023. február 9.)